# Rigadin veut se faire arrêter
Pour plus de détails, voir Fiche technique et Distribution.
Rigadin veut se faire arrêter est un film muet français réalisé par Georges Monca, sorti en 1911.

## Fiche technique
- Titre : Rigadin veut se faire arrêter
- Réalisation : Georges Monca
- Scénario : Gabriel Timmory
- Photographie :
- Montage :
- Société de production : Société cinématographique des auteurs et gens de lettres (S.C.A.G.L)
- Société de distribution : Pathé Frères
- Pays d'origine :  France
- Langue : film muet avec les intertitres en français
- Métrage : 160 mètres
- Format : Noir et blanc — 35 mm — 1,33:1 — Muet
- Genre :  Comédie
- Durée : 5 minutes 20
- Dates de sortie : 
  - France : 13 septembre 1911

## Distribution
- Charles Prince : Rigadin